# باگنل (میزوری)
باگنل (به انگلیسی: Bagnell) یک شهر در ایالات متحده آمریکا است که در شهرستان میلر، میزوری واقع شده‌است. باگنل ۱٫۵۵ کیلومتر مربع مساحت و ۹۳ نفر جمعیت دارد و ۱۷۶ متر بالاتر از سطح دریا واقع شده‌است.